# Oligotoma glauerti
Oligotoma glauerti är en insektsart som beskrevs av Tillyard 1923. Oligotoma glauerti ingår i släktet Oligotoma och familjen Oligotomidae. Inga underarter finns listade i Catalogue of Life.